# باری دیگر برایدزهد (فیلم)
باری دیگر برایدزهد (به انگلیسی: Brideshead Revisited) یک فیلم درام بریتانیایی محصول سال ۲۰۰۸ به کارگردانی جولیان جرولد با فیلمنامه جرمی بروک و اندرو دیویس که بر اساس رمانی با همین نام در سال ۱۹۴۵ توسط اولین وو نوشته شده‌است. که قبلاً در سال ۱۹۸۱ به عنوان سریال تلویزیونی با نام باری دیگر برایدزهد اقتباس شده‌است.

## بازیگران
- متیو گود … چارلز رایدر
- بن ویشاو … لرد سباستین پرواز
- هایلی اتول … بانوی جولیا پرواز
- اما تامپسون … ترزا فلت، مارگیز مارگمتین (بانوی مارگماین)

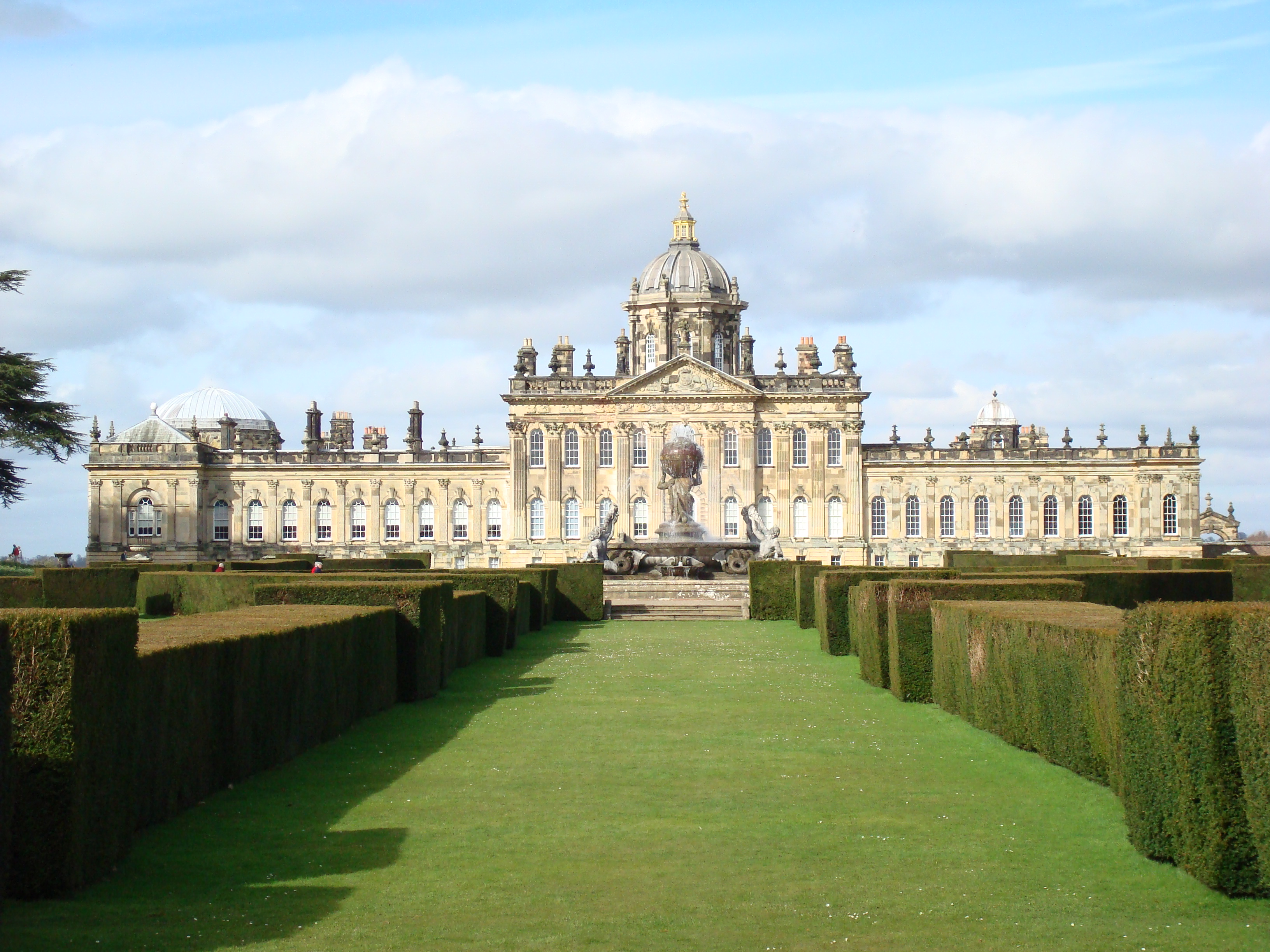
قلعه هاوارد در یورک‌شر شمالی برای این فیلم استفاده شد.

- مایکل گمبون … مارکسی مارگماین
- گرتا اسکاکی … کارا
- پاتریک مالاهید … آقای رایدر
- فلیسیتی جونز
- اد استوپارد … ارل
- جاناتان کیک … رکس ماترم
- جوزف بیتی … آنتونی بلانچ
- جیمز برادشاو … آقای سامگراس